# 蒙蒂涅
蒙蒂涅（法語：Montigné，法語發音：[mɔ̃tiɲe]）是法国夏朗德省的一个旧市镇，属于干邑区。2019年，蒙蒂涅与临近的3个市镇合并为新市镇瓦勒多日。

## 地理
蒙蒂涅（45°49'21"N, 0°4'42"W）面积8.91 平方千米，位于法国新阿基坦大区夏朗德省，该省份为法国西部内陆省份，北起德塞夫勒省和维埃纳省，东临上维埃纳省，东南至多尔多涅省，南至多爾多涅省，西接滨海夏朗德省。
与蒙蒂涅接壤的市镇（或旧市镇、城区）包括：昂维尔、博讷维尔、古尔维尔、鲁亚克、欧日-圣梅达尔、索讷维尔。

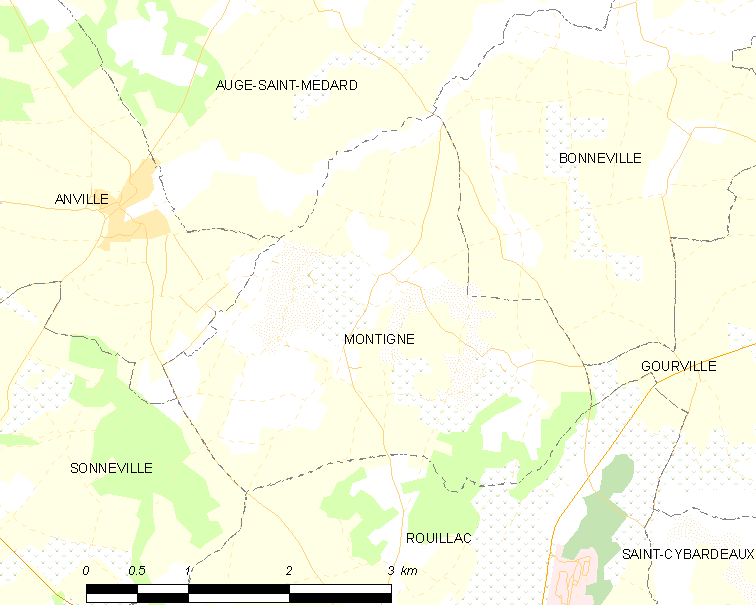
蒙蒂涅的OSM定位图

蒙蒂涅的时区为UTC+01:00、UTC+02:00（夏令时）。

## 行政
蒙蒂涅的邮政编码为16170，INSEE市镇编码为16228。

## 政治
蒙蒂涅所属的省级选区为努埃尔河谷县。

## 人口

1962-2008年间蒙蒂涅人口变化图示

蒙蒂涅于2018年1月1日时的人口数量为180人。